# Modelagem de reservatório

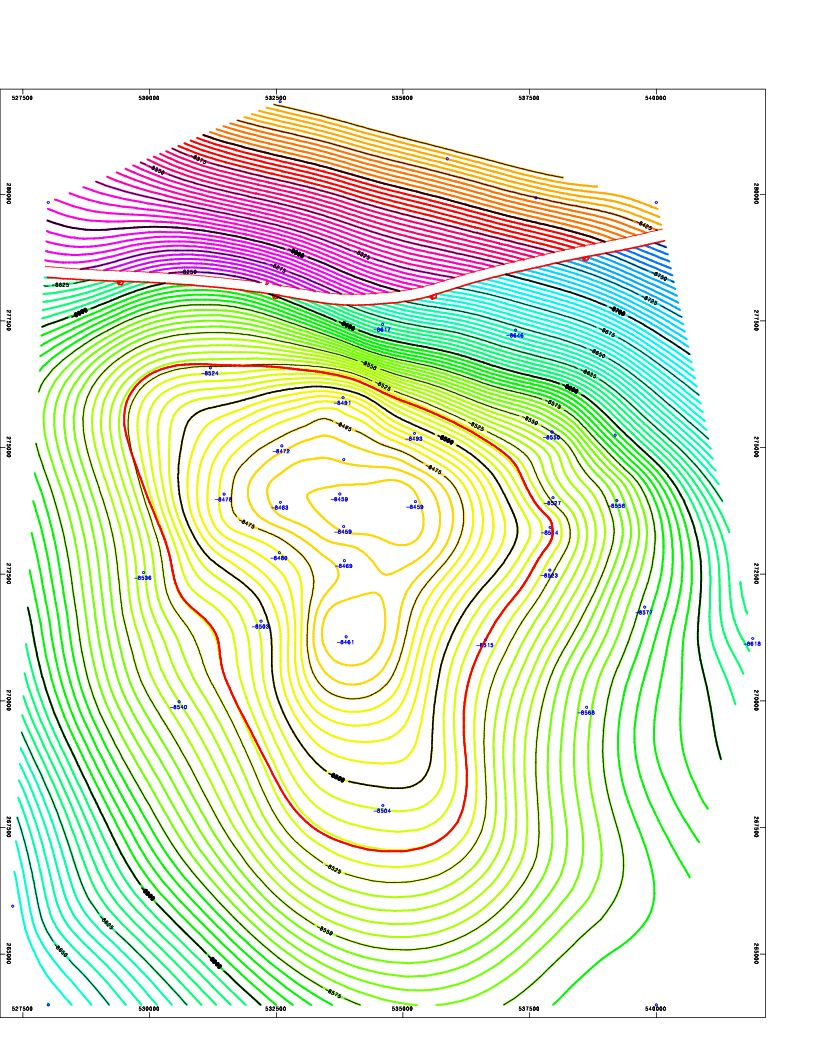
Captura de tela de um mapa de estrutura gerada pelo software de mapeamento Contour para um reservatório de gás e óleo a 8.500 pés de profundidade (aproximadamente 2600 metros) no campo Erath, Erath, Luisiana. A diferença da esquerda para a direita, perto do topo da isolinha indicata uma linha de falha geológica. Esta linha de falha está entre as linhas de contorno azuis/verdes e as linhas de contorno púrpuras/vermelhas/amarelas. A linha de contorno circular vermelha fina no meio do mapa indica o topo do reservatório de óleo. Devido ao gás flutuar acima de óleo, a linha de contorno vermelha fina marca a zona de contato gás/óleo.

Na indústria de petróleo e gás natural, modelagem de reservatório envolve a construção de um modelo computacional de um reservatório de petróleo, com o propósito de melhorar a estimativa de reservas e tomar decisões a respeito do desenvolvimento do campo.
Um modelo de reservatório representa o espaço físico do reservatório por uma matriz de células discretas, delineada por uma grade que pode ser regular ou irregular. A matriz de células é geralmente tridimensional, embora modelos 1D e 2D sejam algumas vezes usados. Os valores para atributos, tais como porosidade, permeabilidade e saturação de água estão associados com cada célula. O valor de cada atributo é implicitamente considerado para ser aplicado uniformemente por todo o volume do reservatório representado pela célula.